# 쇠케 커털린
쇠케 커털린(헝가리어: Szőke Katalin, 1935년 8월 17일 ~ 2017년 10월 27일)은 헝가리의 수영 선수이다.
1952년 헬싱키 올림픽에서 100m 자유형 경주와 400m 자유형 계주에서 2개의 금메달을 획득하였다. 2년 후, 토리노에서 열린 유럽 선수권에서 2개의 타이틀을 되풀이하였으며 멜버른 올림픽에서 그 2개의 종목들에 나갔지만 비성공적이었다. 자신의 경력 동안에 쇠케는 4개의 세계 기록들을 세웠다.
1985년에는 국제 수영 명예의 전당에 헌액되었다.

## 생애
부다페스트에서 1932년과 1936년 하계 올림픽 수구 챔피언 호몬너이 마르톤의 딸로 태어났다. 제2차 세계 대전이 일어나는 동안에 그녀의 부친은 경찰이자 나치스를 성원한 화살십자당의 당원이었다. 전쟁이 끝나자, 기소에 위협을 느껴 그는 아르헨티나로 도부하여 1969년 거기서 사망하였다. 쇠케는 헝가리에 남아있으면서 모친의 성을 도입하였다.
1956년 소련이 헝가리를 침입하자, 그녀는 미국으로 이민을 갔다. 쇠케는 수구 선수 머르코비치 칼만과 결혼했으나, 후에 이혼하고 그의 동료 선수 도미안 아르파드(Domján Árpád)와 결혼하였다. 그들은 로스앤젤레스에 정착하였으며, 남편이 사무소 건물과 아파트를 개발하는 성공적인 경력을 지은 동안에 그녀는 은행에서 일하고, 어떤 모델업을 하였다.